# 厄尔·汤姆森
厄尔·汤姆森（英語：Earl Thomson，1895年2月15日—1971年5月19日），加拿大男子田径运动员，主攻跨栏。他曾代表加拿大参加1920年夏季奥林匹克运动会田径比赛，获得男子110米栏金牌。